# Bisdom Campo Maior
Het bisdom Campo Maior (Latijn: Dioecesis Campi Maioris) is een rooms-katholiek bisdom met als zetel Campo Maior, in Brazilië. Het bisdom is suffragaan aan het aartsbisdom Teresina.

## Geschiedenis
Het bisdom werd opgericht op 12 juni 1975, uit delen van het bisdom Parnaíba en het aartsbisdom Teresina. 

## Parochies
Het bisdom had in 2021 een oppervlakte van 27.943 km2 en telde 366.580 inwoners waarvan 87,6% rooms-katholiek was.

## Bisschoppen
- Abel Alonso Núñez (24 maart 1976 - 2 februari 2000)
- Eduardo Zielski (2 februari 2000 - 2 maart 2016)
- Francisco de Assis Gabriel dos Santos (21 juni 2017 - heden)

Teresina (aartsbisdom) · Bom Jesus do Gurguéia · Campo Maior · Floriano · Oeiras · Parnaíba · Picos · São Raimundo Nonato